# Etta Lemon
Margaretta "Etta" Louisa Lemon (1860 - 1953), est une défenseuse anglaise des oiseaux et une membre fondatrice de ce qui est aujourd'hui la Société royale pour la protection des oiseaux (RSPB).

## Biographie
Elle est née dans une famille chrétienne évangélique du Kent, et après la mort de son père, elle fait de plus en plus campagne contre l'utilisation de la plume dans la chapellerie, qui conduit à tuer des milliards d'oiseaux pour leurs plumages. 
Elle fonde l'association Fur, Fin and Feather Folk avec Eliza Phillips (en), dans le quartier de Croydon à Londres, en 1889, qui fusionne deux ans plus tard avec la Society for the Protection of Birds (SPB) d'Emily Williamson, basée à Manchester, également fondée en 1889. La nouvelle organisation adopte le titre SPB et la constitution de la société fusionnée est rédigée par Frank Lemon, qui devient son conseiller juridique. Etta épouse Frank Lemon en 1892 et, en tant que Mme Lemon, elle devient la première secrétaire honoraire de la SPB, poste qu'elle conserve jusqu'en 1904, date à laquelle la société devient la RSPB.
Les Lemon dirigent la RSPB pendant plus de trois décennies, bien que le conservatisme d'Etta, sa gestion autoritaire et son opposition à l'ornithologie scientifique aient entraîné des conflits avec le comité de l'organisation. Elle est contrainte de démissionner de son poste de direction en 1938, à l'âge de 79 ans. Pendant son mandat, la loi Importation of Plumage (Prohibition) Act 1921 (en) a restreint le commerce international des plumes, mais n'a pas empêché leur vente ou leur port.
Etta Lemon est nommée membre de l'ordre de l'Empire britannique, en 1920, pour sa gestion de l'hôpital de guerre de Redhill, pendant la Première Guerre mondiale. Elle a travaillé pour de nombreuses autres organisations, notamment l'hôpital Royal Earlswood (en), la ligue nationale anti-suffrage des femmes (en) et la branche locale de la Croix-Rouge.
Elle a été l'une des quatre premières membres honoraires de l'Union des Ornithologues britanniques (BOU), admise en 1909, bien qu'elle ne se soit jamais considérée comme une ornithologue. Elle est morte à Redhill à l'âge de 92 ans, en 1953, et a été enterrée à côté de son mari au cimetière de Reigate.